# 戦艦大和 (映画)

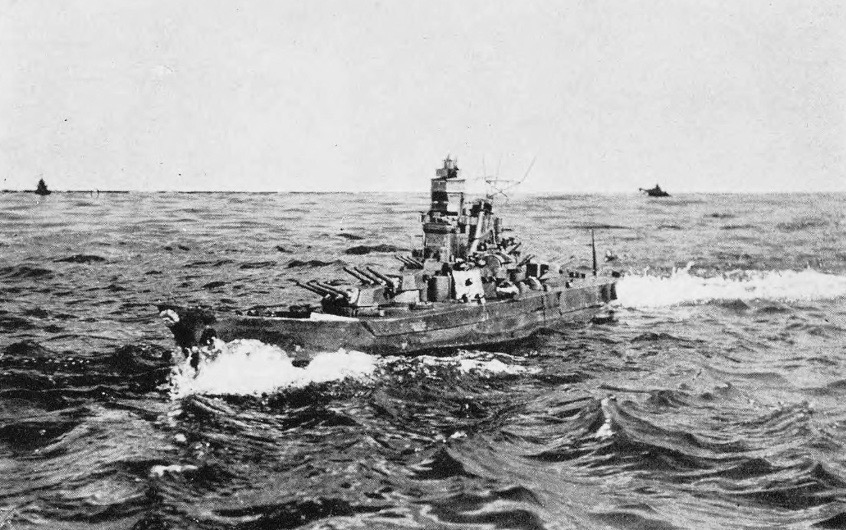
映画で使用された戦艦大和の模型

『戦艦大和』（せんかんやまと）は、1953年6月15日に公開された、新東宝製作・配給による戦争映画である。

## 概要
日本映画で初めて戦艦大和を題材とした作品。原作は吉田満の『戦艦大和ノ最期』。教導として戦艦大和の副長であった能村次郎が参加している。
大和の造形物は製作費200万円をかけた本編セットや、1/44と1/70の二種類のミニチュアが用意され、新東宝発足以来初めて大規模な特撮となった。
配給収入は1億3601万円。

## あらすじ
天一号作戦における戦艦大和とその乗員たちの奮闘と悲劇を描いた作品。
昭和20年4月、軍令部は連合艦隊で残った戦艦大和を沖縄に出撃させる「水上特攻」を第二艦隊に命令した。大和乗組員は、様々な思いが交錯するなかで三田尻沖での最後の夜を過ごす。4月6日午後、大和は沖縄に向けて出撃するが、早くも米潜水艦は大和を発見、平文で報告する。大和は偽装のため進路を鹿児島県南方海上を西にとるが、米航空機部隊は7日正午過ぎから曇り空のなか大和に襲いかかる…。

## スタッフ
- 総指揮 : 田辺宗英、徂徠善一
- 製作 : 篠勝三、望月利雄
- 監督 : 阿部豊
- 応援監督 : 松林宗恵
- 原作 : 吉田満 『戦艦大和ノ最期』
- 脚本 : 八住利雄
- 教導 : 能村次郎
- 撮影 : 横山実
- 照明 : 藤林甲
- 録音 : 神谷正和
- 美術 : 新藤誠吾
- 音楽 : 芥川也寸志
- 特殊撮影 : 上村貞夫、黒田武一郎
- 合成技術 : 天羽四郎
- 合成美術 : 渡辺善夫
- 編集 : 後藤敏男
- 音響効果 : 栗原嘉男
- 協賛 : 日本電気、沖電気工業、東京計器製造所、日本光学工業、丸玉屋小勝煙火店

## 出演者
- 副長・能村次郎大佐：藤田進
- 電測士・吉村少尉：舟橋元
- 第二艦隊司令長官・伊藤整一中将：高田稔
- 艦長・有賀幸作大佐：佐々木孝丸
- 聯合艦隊参謀長・草鹿龍之介中将：小川虎之助
- 軍医長・山田少佐：見明凡太朗
- 哨戒長・臼淵大尉：伊沢一郎
- 西田少尉：片山明彦
- 高田少尉：高島忠夫
- 森少尉：片桐餘四郎
- 電探士・大森中尉：中山昭二
- 尾形少尉：丹波哲郎
- 甲板士官・江口中尉：河合健二
- 通信士・中谷少尉：和田孝
- 加藤中尉：有田稔
- 鈴木少尉：小笠原弘
- 聯合艦隊参謀1：近衛十四郎
- 聯合艦隊参謀2：中村伸郎
- 聯合艦隊参謀3：竜岡晋
- 聯合艦隊参謀4：三津田健
- 聯合艦隊参謀5：青野平義
- 聯合艦隊参謀6：宮口精二
- 補給参謀：十朱久雄
- 森少尉の妻：久我美子
- 西田少尉の妹：嵯峨美智子
- 山田軍医長の妻：関千恵子
- 瀬川路三郎
- 鈴木脩一

ほか

## 映像ソフト
- 2000年8月25日に発売イマジカ・販売エスモックよりDVDが発売された[3]。